# Füzuli (rajón)
Füzuli (rusky Физули Fizuli) je rajón v jižním Ázerbájdžánu, ležící vedle oblasti Náhorní Karabach na Kavkaze.
Hlavní město rajónu Fuzuli bylo založeno roku 1827 jako ruská bašta pod názvem Karjagino (Карягино). V roce 1959 bylo na počest slavného básníka Füzuliho přejmenováno na Fuzuli. Od října 2020 je oblast opět pod správou Ázerbájdžánu, prakticky je ale neobydlená.